# 扎柳特季亞 (拉特涅區)
51°48′48″N 24°46′52″E / 51.81333°N 24.78111°E
扎柳特季亞（烏克蘭語：Залюття），是烏克蘭的村落，位於該國西部沃倫州，由科韋利區負責管轄，始建於1828年，面積1.04平方公里，海拔高度148米，2001年人口105，人口密度每平方公里101.25人。